# Bånholmsfjärden, Borgå
Bånholmsfjärden är en fjärd i Finland. Den ligger i landskapet Nyland, i den södra delen av landet, 50 km öster om huvudstaden Helsingfors.